# Méry (Savoia)
Méry és un municipi francès situat al departament de la Savoia i a la regió d'Alvèrnia-Roine-Alps. L'any 2007 tenia 1.287 habitants.

## Demografia

### Població
El 2007 la població de fet de Méry era de 1.287 persones. Hi havia 461 famílies de les quals 76 eren unipersonals (44 homes vivint sols i 32 dones vivint soles), 135 parelles sense fills, 222 parelles amb fills i 28 famílies monoparentals amb fills.
La població ha evolucionat segons el següent gràfic:
Habitants censats

### Habitatges
El 2007 hi havia 488 habitatges, 466 eren l'habitatge principal de la família, 9 eren segones residències i 12 estaven desocupats. 451 eren cases i 33 eren apartaments. Dels 466 habitatges principals, 425 estaven ocupats pels seus propietaris, 37 estaven llogats i ocupats pels llogaters i 5 estaven cedits a títol gratuït; 1 tenia una cambra, 13 en tenien dues, 42 en tenien tres, 120 en tenien quatre i 291 en tenien cinc o més. 399 habitatges disposaven pel capbaix d'una plaça de pàrquing. A 134 habitatges hi havia un automòbil i a 312 n'hi havia dos o més.

### Piràmide de població
La piràmide de població per edats i sexe el 2009 era:
| Homes | Edats   | Dones |
| ----- | ------- | ----- |
| 0     | 95 o +  | 0     |
| 0     | 90 a 94 | 4     |
| 0     | 85 a 89 | 8     |
| 0     | 80 a 84 | 4     |
| 12    | 75 a 79 | 4     |
| 20    | 70 a 74 | 12    |
| 20    | 65 a 69 | 12    |
| 32    | 60 a 64 | 44    |
| 32    | 55 a 59 | 24    |
| 40    | 50 a 54 | 16    |
| 36    | 45 a 49 | 56    |
| 48    | 40 a 44 | 40    |
| 76    | 35 a 39 | 56    |
| 56    | 30 a 34 | 68    |
| 12    | 25 a 29 | 40    |
| 24    | 20 a 24 | 12    |
| 36    | 15 a 19 | 24    |
| 32    | 10 a 14 | 68    |
| 92    | 5 a 9   | 64    |
| 36    | 0 a 4   | 40    |

## Economia
El 2007 la població en edat de treballar era de 877 persones, 619 eren actives i 258 eren inactives. De les 619 persones actives 599 estaven ocupades (316 homes i 283 dones) i 20 estaven aturades (9 homes i 11 dones). De les 258 persones inactives 84 estaven jubilades, 117 estaven estudiant i 57 estaven classificades com a «altres inactius».

### Ingressos
El 2009 a Méry hi havia 478 unitats fiscals que integraven 1.345 persones, la mediana anual d'ingressos fiscals per persona era de 22.354 €.

### Activitats econòmiques
Dels 97 establiments que hi havia el 2007, 6 eren d'empreses de fabricació de material elèctric, 7 d'empreses de fabricació d'altres productes industrials, 19 d'empreses de construcció, 12 d'empreses de comerç i reparació d'automòbils, 7 d'empreses de transport, 2 d'empreses d'hostatgeria i restauració, 5 d'empreses d'informació i comunicació, 5 d'empreses financeres, 3 d'empreses immobiliàries, 23 d'empreses de serveis, 1 d'una entitat de l'administració pública i 7 d'empreses classificades com a «altres activitats de serveis».
Dels 19 establiments de servei als particulars que hi havia el 2009, 2 eren tallers de reparació d'automòbils i de material agrícola, 2 paletes, 3 guixaires pintors, 4 fusteries, 4 lampisteries, 1 electricista, 1 empresa de construcció, 1 perruqueria i 1 restaurant.
Dels 2 establiments comercials que hi havia el 2009, 1 era una botiga de roba i 1 una botiga de mobles.
L'any 2000 a Méry hi havia 15 explotacions agrícoles que ocupaven un total de 564 hectàrees.

## Equipaments sanitaris i escolars
El 2009 hi havia 2 escoles elementals.

## Poblacions més properes
El següent diagrama mostra les poblacions més properes.